# Ferencvárosi Torna Club (calcio femminile)
Il Ferencvárosi Torna Club, abbreviato in Ferencvárosi TC ma noto soprattutto come Ferencváros, è una squadra di calcio femminile ungherese, sezione calcistica composta di sole donne dell'omonima società polisportiva con sede nella città di Budapest.

## Storia
Fondata nel 2004, ottiene come massimo risultato sportivo la vittoria del Női Nemzeti Bajnokság I (Női NB I), massimo livello del campionato ungherese femminile di calcio, al termine della stagione 2014-2015 ottenendo quindi l'accesso alle fasi iniziali dell'edizione 2015-2016 della UEFA Women's Champions League. Nella stagione 2015-2016 ha bissato il successo dell'anno precedente in campionato, confermandosi campione d'Ungheria.

## Maglie
| prima divisa 2015-2016 | seconda divisa 2015-2016 | prima divisa fino al 2015 | seconda divisa fino al 2015 |

## Palmarès
- Campionato ungherese: 8

2014-2015, 2015-2016, 2018-2019, 2020-2021, 2021-2022, 2022-2023, 2023-24, 2024-25
- Coppa d'Ungheria femminile: 6

2014-2015, 2015-2016, 2016-2017, 2017-2018, 2018-2019, 2020-2021

## Statistiche

### Risultati nelle competizioni UEFA
| Stagione | Competizione     | Fase                     | Avversario           | Risultato | Risultato | Risultato |
| Stagione | Competizione     | Fase                     | Avversario           | andata    | ritorno   | aggregato |
| -------- | ---------------- | ------------------------ | -------------------- | --------- | --------- | --------- |
| 2015-16  | Champions League | gironi di qualificazione | Twente               | 0-2       | 0-2       | 0-2       |
| 2015-16  | Champions League | gironi di qualificazione | ASA Tel Aviv         | 2-0       | 2-0       | 2-0       |
| 2015-16  | Champions League | gironi di qualificazione | Jeunesse Junglinster | 11-0      | 11-0      | 11-0      |
| 2016-17  | Champions League | gironi di qualificazione | Twente               | 1-2       | 1-2       | 1-2       |
| 2016-17  | Champions League | gironi di qualificazione | Konak                | 2-0       | 2-0       | 2-0       |
| 2016-17  | Champions League | gironi di qualificazione | Hibernians           | 4-0       | 4-0       | 4-0       |

## Organico

### Rosa 2019-2020
Rosa, ruoli e numeri di maglia come da sito UEFA, aggiornati al 14 agosto 2019.
| N. |                                 | Ruolo | Calciatrice      |
| -- | ------------------------------- | ----- | ---------------- |
| 1  | Ungheria (bandiera)             | P     | Anna Samu        |
| 5  | Ungheria (bandiera)             | C     | Anna Júlia Csiki |
| 6  | Ungheria (bandiera)             | D     | Zsanett Röhberg  |
| 7  | Ungheria (bandiera)             | A     | Evelin Mosdóczi  |
| 8  | Bosnia ed Erzegovina (bandiera) | D     | Marija Aleksić   |
| 9  | Ungheria (bandiera)             | D     | Virág Nagy       |
| 10 | Ungheria (bandiera)             | A     | Fanni Diószegi   |
| 11 | Ungheria (bandiera)             | A     | Katalin Fogl     |
| 12 | Ungheria (bandiera)             | P     | Bettina Böröcz   |
| 13 | Ungheria (bandiera)             | D     | Eszter Csigi     |
| 14 | Ungheria (bandiera)             | C     | Evelin Fenyvesi  |
| 15 | Ungheria (bandiera)             | C     | Rebeka Róth      |
| 16 | Ungheria (bandiera)             | C     | Sára Pusztai     |

| N. |                                 | Ruolo | Calciatrice         |
| -- | ------------------------------- | ----- | ------------------- |
| 17 | Ungheria (bandiera)             | A     | Petra Kocsán        |
| 18 | Ungheria (bandiera)             | C     | Viktória Szabó      |
| 19 | Bosnia ed Erzegovina (bandiera) | C     | Selma Kapetanović   |
| 21 | Ungheria (bandiera)             | D     | Kata Buzás          |
| 22 | Ungheria (bandiera)             | P     | Anna Terestyényi    |
| 23 | Ungheria (bandiera)             | C     | Luca Papp           |
| 24 | Estonia (bandiera)              | D     | Inna Zlidnis        |
| 25 | Slovacchia (bandiera)           | A     | Viktória Nagy       |
| 26 | Bosnia ed Erzegovina (bandiera) | D     | Melisa Hasanbegović |
| 77 | Ungheria (bandiera)             | A     | Fanny Vágó          |
| 88 | Ungheria (bandiera)             | C     | Dorottya Czellér    |
| 99 | Slovenia (bandiera)             | D     | Kristina Erman      |